# 飯南町
飯南町（いいなんちょう）は、島根県の中南部にある町。飯石郡に属し、同郡唯一の町となっている。

## 地理

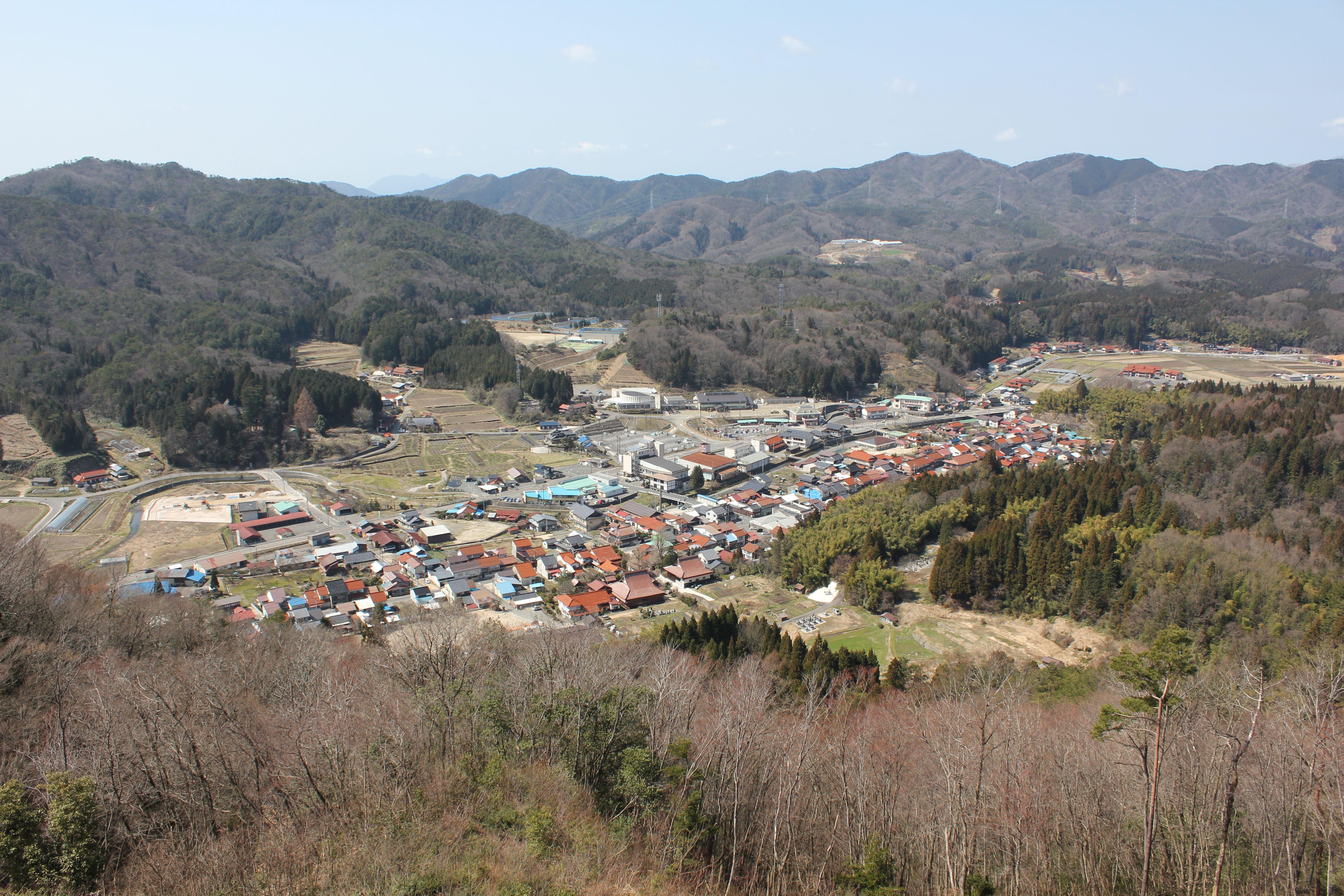
赤穴瀬戸山城から飯南町中心部の眺望

広島県との県境と中国山地の脊梁部に位置し、町内の約9割を山林・原野が占めている。町の周囲は1000m前後の山々に囲まれ、平坦地の標高は約450mと、県内でも代表的な高原地帯となっている。また町全域が豪雪地帯となっている。かつての出雲国・石見国・備後国の3国にまたがるいわゆる国境の地であり、また山陰・山陽地域を結ぶ中国山地の要衛として古くから開発された。森林セラピー基地に認定されている。
- 出雲街道（出雲神話街道、国道54号）、石見銀山街道が通っている。
- 山岳：大万木山、琴引山、女亀山、沖の郷山
- 湖沼：来島湖（来島ダム湖）
- 河川：神戸川、赤名川・頓原川・小田川（神戸川の支流）、塩谷川（江の川の支流）

### 気候
| 赤名（1991年 - 2020年）の気候      | 赤名（1991年 - 2020年）の気候 | 赤名（1991年 - 2020年）の気候 | 赤名（1991年 - 2020年）の気候 | 赤名（1991年 - 2020年）の気候 | 赤名（1991年 - 2020年）の気候 | 赤名（1991年 - 2020年）の気候 | 赤名（1991年 - 2020年）の気候 | 赤名（1991年 - 2020年）の気候 | 赤名（1991年 - 2020年）の気候 | 赤名（1991年 - 2020年）の気候 | 赤名（1991年 - 2020年）の気候 | 赤名（1991年 - 2020年）の気候 | 赤名（1991年 - 2020年）の気候 |
| 月                                 | 1月                           | 2月                           | 3月                           | 4月                           | 5月                           | 6月                           | 7月                           | 8月                           | 9月                           | 10月                          | 11月                          | 12月                          | 年                            |
| ---------------------------------- | ----------------------------- | ----------------------------- | ----------------------------- | ----------------------------- | ----------------------------- | ----------------------------- | ----------------------------- | ----------------------------- | ----------------------------- | ----------------------------- | ----------------------------- | ----------------------------- | ----------------------------- |
| 最高気温記録 °C （°F）             | 14.3 (57.7)                   | 18.6 (65.5)                   | 22.2 (72)                     | 28.9 (84)                     | 30.6 (87.1)                   | 32.2 (90)                     | 35.1 (95.2)                   | 35.0 (95)                     | 33.2 (91.8)                   | 28.3 (82.9)                   | 23.7 (74.7)                   | 17.9 (64.2)                   | 35.1 (95.2)                   |
| 平均最高気温 °C （°F）             | 3.8 (38.8)                    | 5.1 (41.2)                    | 10.0 (50)                     | 16.6 (61.9)                   | 21.7 (71.1)                   | 24.6 (76.3)                   | 27.8 (82)                     | 29.2 (84.6)                   | 24.8 (76.6)                   | 19.1 (66.4)                   | 13.0 (55.4)                   | 6.6 (43.9)                    | 16.9 (62.4)                   |
| 日平均気温 °C （°F）               | 0.3 (32.5)                    | 0.9 (33.6)                    | 4.4 (39.9)                    | 10.2 (50.4)                   | 15.4 (59.7)                   | 19.3 (66.7)                   | 23.0 (73.4)                   | 23.8 (74.8)                   | 19.4 (66.9)                   | 13.3 (55.9)                   | 7.8 (46)                      | 2.6 (36.7)                    | 11.7 (53.1)                   |
| 平均最低気温 °C （°F）             | −3.2 (26.2)                   | −3.3 (26.1)                   | −0.8 (30.6)                   | 3.9 (39)                      | 9.4 (48.9)                    | 14.7 (58.5)                   | 19.4 (66.9)                   | 19.8 (67.6)                   | 15.1 (59.2)                   | 8.3 (46.9)                    | 3.0 (37.4)                    | −1.1 (30)                     | 7.1 (44.8)                    |
| 最低気温記録 °C （°F）             | −11.8 (10.8)                  | −14.0 (6.8)                   | −11.0 (12.2)                  | −5.7 (21.7)                   | −1.6 (29.1)                   | 5.3 (41.5)                    | 6.7 (44.1)                    | 10.9 (51.6)                   | 2.3 (36.1)                    | −1.5 (29.3)                   | −4.2 (24.4)                   | −11.0 (12.2)                  | −14.0 (6.8)                   |
| 降水量 mm （inch）                 | 172.5 (6.791)                 | 144.4 (5.685)                 | 152.6 (6.008)                 | 136.5 (5.374)                 | 155.8 (6.134)                 | 214.5 (8.445)                 | 297.1 (11.697)                | 172.1 (6.776)                 | 205.3 (8.083)                 | 111.9 (4.406)                 | 106.8 (4.205)                 | 175.4 (6.906)                 | 2,044.9 (80.508)              |
| 降雪量 cm （inch）                 | 179 (70.5)                    | 139 (54.7)                    | 47 (18.5)                     | 1 (0.4)                       | 0 (0)                         | 0 (0)                         | 0 (0)                         | 0 (0)                         | 0 (0)                         | 0 (0)                         | 3 (1.2)                       | 87 (34.3)                     | 457 (179.9)                   |
| 平均降水日数 （≥1.0 mm）           | 18.9                          | 15.9                          | 15.0                          | 11.5                          | 10.3                          | 12.7                          | 13.5                          | 10.9                          | 11.3                          | 9.6                           | 11.9                          | 17.7                          | 158.9                         |
| 平均月間日照時間                   | 57.7                          | 74.9                          | 133.7                         | 179.5                         | 203.4                         | 145.4                         | 147.8                         | 178.9                         | 134.9                         | 148.9                         | 109.3                         | 67.9                          | 1,576                         |
| 出典1：Japan Meteorological Agency |                               |                               |                               |                               |                               |                               |                               |                               |                               |                               |                               |                               |                               |
| 出典2：気象庁                      |                               |                               |                               |                               |                               |                               |                               |                               |                               |                               |                               |                               |                               |

### 隣接する自治体
島根県
- 出雲市
- 大田市
- 雲南市
- 邑智郡美郷町

広島県
- 三次市
- 庄原市

### 人口
| |                                        |  |
| 飯南町と全国の年齢別人口分布（2005年） | 飯南町の年齢・男女別人口分布（2005年） |  |
| ■紫色 ― 飯南町 ■緑色 ― 日本全国 | ■青色 ― 男性 ■赤色 ― 女性              |  |
| 飯南町（に相当する地域）の人口の推移 \| 1970年（昭和45年） \| 9,163人 \| \| \| 1975年（昭和50年） \| 8,180人 \| \| \| 1980年（昭和55年） \| 7,771人 \| \| \| 1985年（昭和60年） \| 7,650人 \| \| \| 1990年（平成2年） \| 7,331人 \| \| \| 1995年（平成7年） \| 6,893人 \| \| \| 2000年（平成12年） \| 6,541人 \| \| \| 2005年（平成17年） \| 5,979人 \| \| \| 2010年（平成22年） \| 5,534人 \| \| \| 2015年（平成27年） \| 5,031人 \| \| \| 2020年（令和2年） \| 4,577人 \| \| |                                        |  |
| 総務省統計局 国勢調査より |                                        |  |
| 1970年（昭和45年） | 9,163人                                |  |
| 1975年（昭和50年） | 8,180人                                |  |
| 1980年（昭和55年） | 7,771人                                |  |
| 1985年（昭和60年） | 7,650人                                |  |
| 1990年（平成2年） | 7,331人                                |  |
| 1995年（平成7年） | 6,893人                                |  |
| 2000年（平成12年） | 6,541人                                |  |
| 2005年（平成17年） | 5,979人                                |  |
| 2010年（平成22年） | 5,534人                                |  |
| 2015年（平成27年） | 5,031人                                |  |
| 2020年（令和2年） | 4,577人                                |  |

## 歴史
- 2005年（平成17年）1月1日 - 飯石郡頓原町・赤来町が新設合併し、飯南町が発足。

### 地名の変更
- 旧頓原町内の地名のうち、大字頓原町・大字頓原村を合わせて頓原とした。
- 旧頓原町・旧赤来町ともに「大字」の文字表記が廃止。

## 行政

### 町長
- 塚原隆昭[3]（1期目）2021年1月30日[4][5] -

歴代町長
- 初代:山碕英樹（4期）2005年1月 - 2021年1月29日（合併前の赤来町時代から通算20年町長を務める[6]）

### 町議会
- 議員数 - 定数10名[7]
- 議長 - 早樋徹雄
- 副議長 - 高橋英次

### 町役場
- 飯南町役場本庁舎
- 頓原基幹支所
- 来島支所
- 志々支所

### 県機関
- 島根県中山間地域研究センター

### 地区
- 志々地区
  - 角井
  - 志津見
  - 八神
  - 獅子
- 頓原地区
  - 長谷
  - 佐見
  - 頓原
  - 花栗
  - 都加賀
- 来島地区
  - 下来島
  - 野萱
  - 上来島
  - 小田
  - 真木
- 赤名地区
  - 下赤名
  - 赤名
  - 上赤名
  - 塩谷
  - 井戸谷
  - 畑田

## 姉妹都市
- 伊丹市（兵庫県）- 1980年（昭和55年）4月17日姉妹都市提携

## 産業

### 農業
- ヤマトイモ
- のらぼう菜
- リンゴ（赤来高原リンゴ）
- シイタケ・マイタケ
- ヤーコン
- メロン
- 米

## 教育

### 小学校
- 飯南町立赤名小学校
- 飯南町立来島小学校
- 飯南町立頓原小学校
- 飯南町立志々小学校

### 中学校
- 飯南町立赤来中学校
- 飯南町立頓原中学校

### 高等学校
- 島根県立飯南高等学校

## 交通

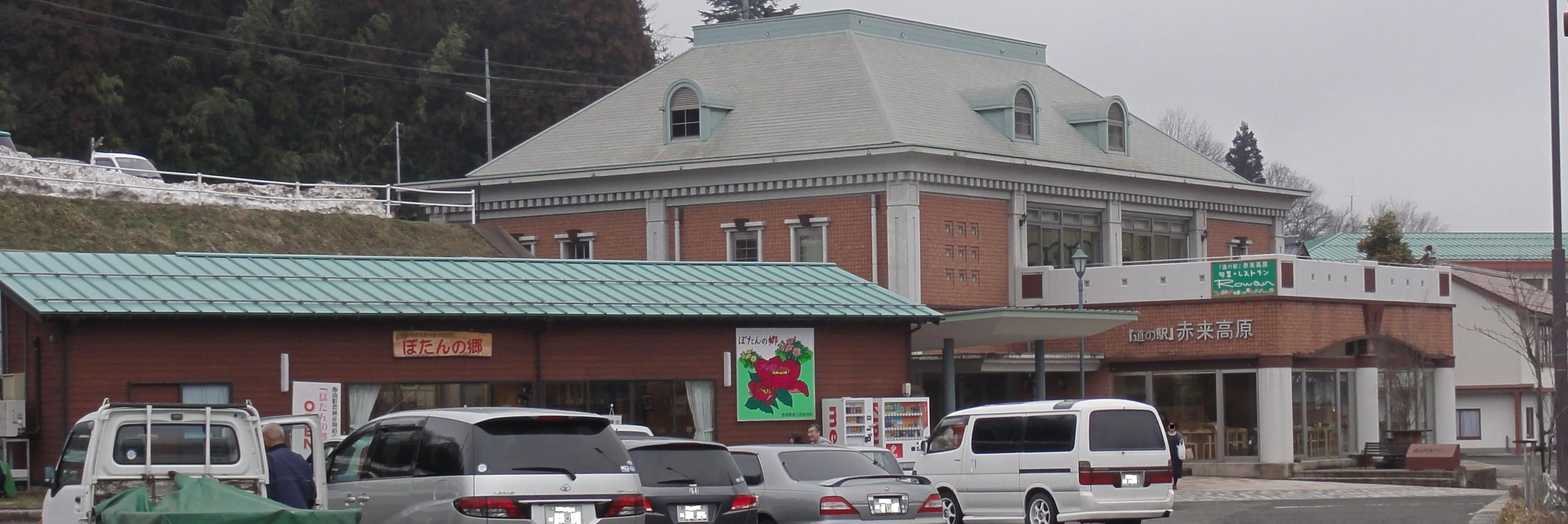
道の駅赤来高原

### 鉄道
町内に鉄道路線は通っていない。鉄道を利用する場合の最寄り駅は、西日本旅客鉄道（JR西日本）芸備線三次駅。

### 路線バス
- 備北交通 - 三次市と飯南町中心部を結ぶ路線を運行する。鉄道駅と飯南町を直接結ぶ公共交通は同社が運行する1路線のみである。
  - 三次中央病院 - 三次駅前 - 三次もののけミュージアム - ゆめランド布野 - 便坂 - 横谷 - 赤名
- 飯南町生活路線バス - 町営バス。鉄道駅に接続する路線はないが、町外の雲南市・出雲市（旧佐田町域）に延びる路線があり、町外で他社バス路線と接続する。
  - 道の駅たたらば壱番地 - 頓原 - 来島 - 赤名駅
  - 出雲須佐 - 志津見 - 頓原
  - ※上記のほか町内路線あり

### 道路
一般国道
- 国道54号
- 国道184号

主要地方道
- 島根県道55号邑南飯南線
- 島根県道40号川本波多線

#### 道の駅
- 赤来高原
- 頓原

## 通信

### 郵便番号
郵便番号は以下の通りとなっている。2006年（平成18年）10月16日の再編に伴い変更された。
- 来島郵便局：690-34xx、690-35xx
- 頓原郵便局：690-32xx、690-33xx

## 名所・旧跡・観光スポット

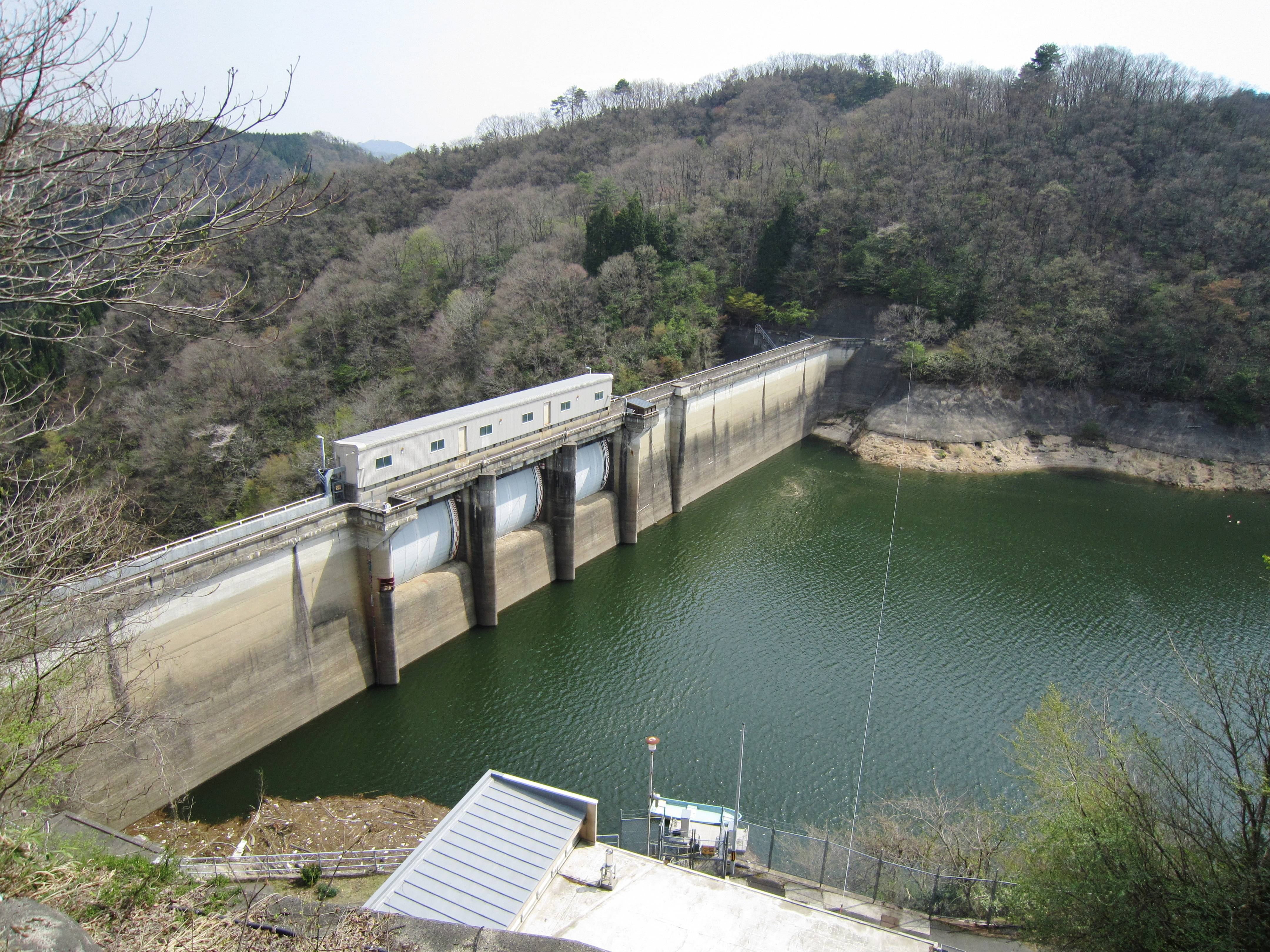
来島ダム湖

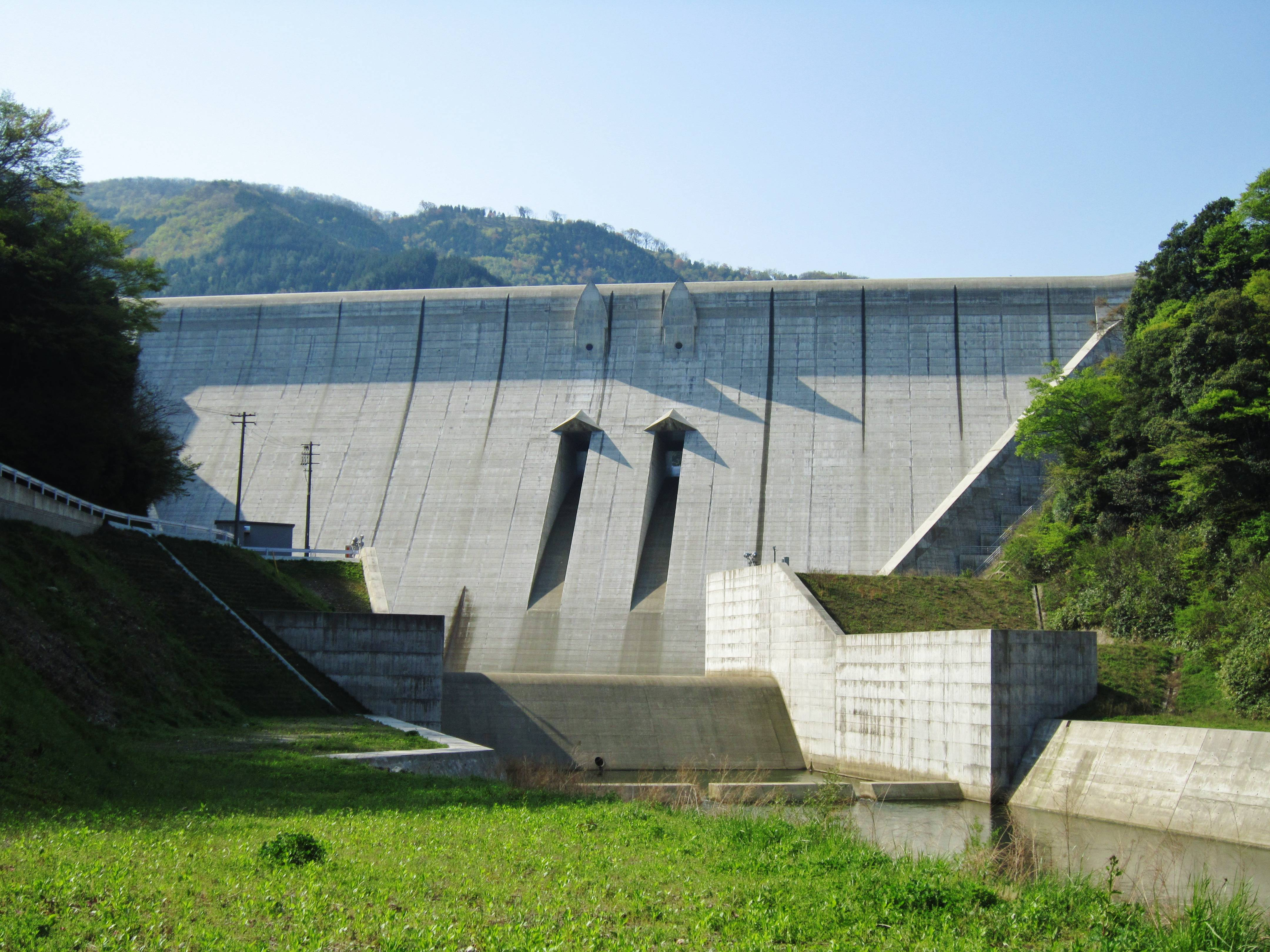
志津見ダム

- 三瓶山
- 琴引フォレストパーク
- 賀田城跡
- 赤穴城跡
- 赤名観光ぼたん園
- 赤名湿地性植物性群落
- 東三瓶フラワーバレー
- 赤来高原観光りんご園
- 祝原の桜
- 大しめなわ創作館

## 温泉
- 頓原天然炭酸温泉ラムネ銀泉
- 加田の湯
- 光明石温泉

## 祭事・催事
- 赤名ぼたんまつり
- 東三瓶フラワーバレーポピー祭り
- 東三瓶フラワーバレーコスモス祭り
- 赤名半夏市
- とんばらふるさと夏祭り
- 八神ふるさと祭り
- 琴弾山神社春季例祭・秋季例祭
- 赤穴八幡宮例祭
- 由来八幡宮例大祭
- 飯南ヒルクライム
- 志津見ダムコスモスまつり

## 名物・特産品
- ぼたんジャム
- とんばら漬
- とんばら味噌
- ヤーコン茶
- 飯南町産天然猪肉
- ブルーベリージャム
- わさび
- 利休饅頭 「由来まんじゅう」
- 酒まんじゅう「琴引山」
- ささ塩
- しまね和牛
- やまめ
- ヤマトイモ
- 純米酒　絹乃峰

## 伝統芸能
- 奥飯石神楽
- 由來八幡宮 囃子奉納

## 出身有名人
- 玄田有史（経済学者、経済評論家）
- 中岡みずえ（ローカルタレント）
- 戸田繁子（音楽教師）[8]